# Sven Landberg
Sven Axel Richard Landberg  (* 6. Dezember 1888 in Stockholm; † 11. April 1962 ebenda) war ein schwedischer Turner.

## Leben
Sven Landberg nahm 1908 in London erstmals an den Olympischen Spielen teil und trat dort im Mannschaftsmehrkampf, einem der beiden Wettkämpfe im Geräteturnen, an. Mit der schwedischen Mannschaft gewann er die Goldmedaille. Vier Jahre später in Stockholm trat Landberg erneut im Geräteturnen an und wurde mit der schwedischen Mannschaft im Wettkampf „Schwedisches System“ zum zweiten Mal Olympiasieger.